# ジャイアントモア
ジャイアントモア（英語: Giant Moa、Dinornis maximus）は、ニュージーランドに生息していた、飛べない大型の鳥類、モアの一種。和名はオオゼキオオモア（大関大モア）。ジャイアントモアには南島に生息した最大のサウスアイランドジャイアントモアとそれよりやや小柄な北島に生息したノースアイランドジャイアントモアの二種類がいるが、主にジャイアントモアと呼ばれるのはサウスアイランドジャイアントモアである。絶滅種の一つ。

## 特徴
鳥類ダチョウ目モア科に属し、頭頂までの高さは最大で約3.6m、体重は250㎏ほどであったと推定されている。現存する最も大きな鳥であるダチョウよりもはるかに巨体であり、絶滅種を含めると世界で最も背の高い鳥であったとされる。繁殖力は低く一度の産卵数は2 - 4個といわれ、また長いくちばしの先が下に曲がっていた。明確な性的二型性を持ち、オスよりもメスのほうが大型で、高さで1.5倍、重さで2.8倍程度の差があったとされる。食性は草食で普段は大人しい性格で天敵と言えるのはハーストイーグルのみであったが、その性格故に人間に容易く乱獲された。

## 生態
ダチョウと違い主に森林に生息していたが、草原にも生息していた。メスは特大のものは体長4メートルで体重は300キログラム近い巨体になり故に最初は別種と考えられたほどの雌雄での性差があり、その為、エミューなどと同様に抱卵は主にオスが行っていたという説もある。ハーストイーグルや人間などの外敵に対してはその強靭な両脚で立ち向かい、さらに時速50キロに達したとされる走力で逃げるなどの自衛を行っていた。反面、ほぼ無敵の存在故に繁殖力は低かった。

## 絶滅
自然環境の温暖化や繁殖力の低さ、(隕石説もある)が一番の原因は移住したマオリ族による乱獲（砂嚢に小石を溜める習性と嘴は熱さを感じない事を利用し、焼け石を呑ませて殺す）や棍棒で脚を殴り付ける、槍や弓矢で攻撃するなどの捕殺、さらには卵や雛までも根こそぎ捕獲するやり方により1500年代よりも前には他のモア種も含めて最短50年で絶滅したと推測されている。ただし後述の足跡など痕跡も含む目撃情報も配慮に入れると絶滅したのは1800年代である可能性もある。
「モア」の呼称の由来については、ヨーロッパ人が原住民（モア・ハンターと呼称されるマオリ人以前の原住民）にモアの骨を集めさせた折に「もっと骨をよこせ」（More bones!）と言ったのを、原住民が鳥の名前と勘違いしたのだと言う説を始め、幾つかの巷説が存在する。ちなみにマオリ人はこの鳥の仲間を「タレポ」と呼んでいた。

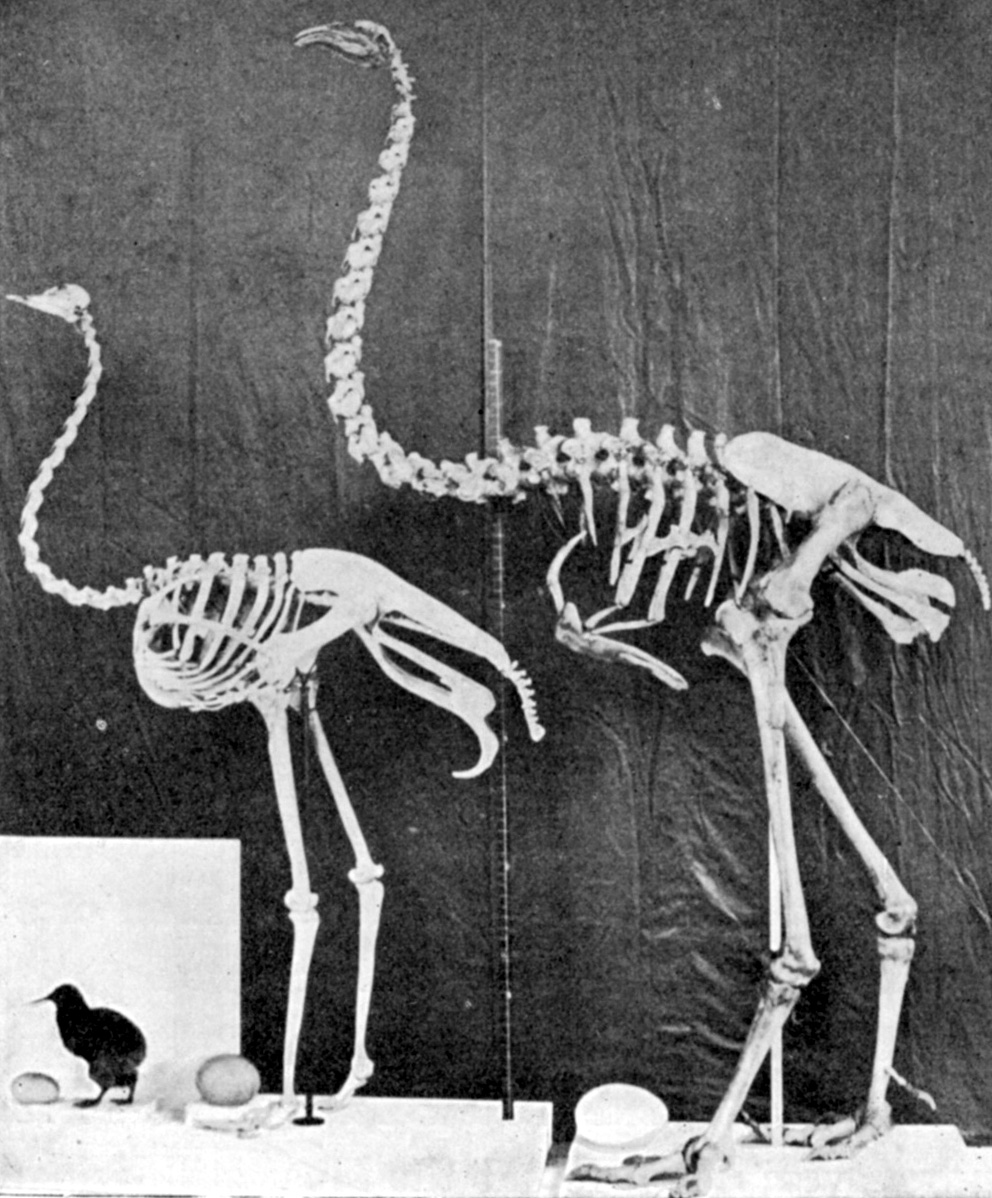
キーウィとダチョウの骨格、卵と比較
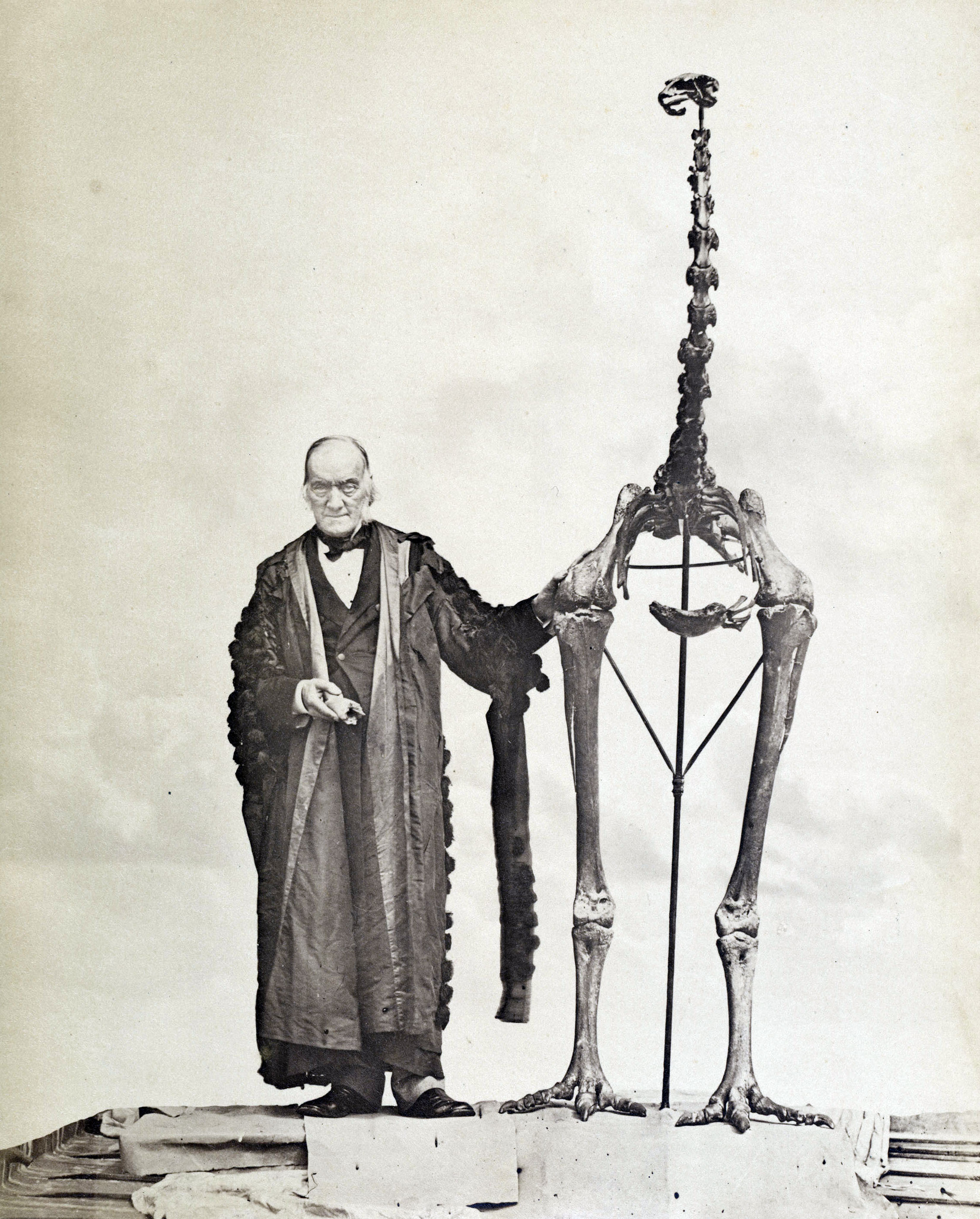
リチャード・オーウェンとモア類の骨格
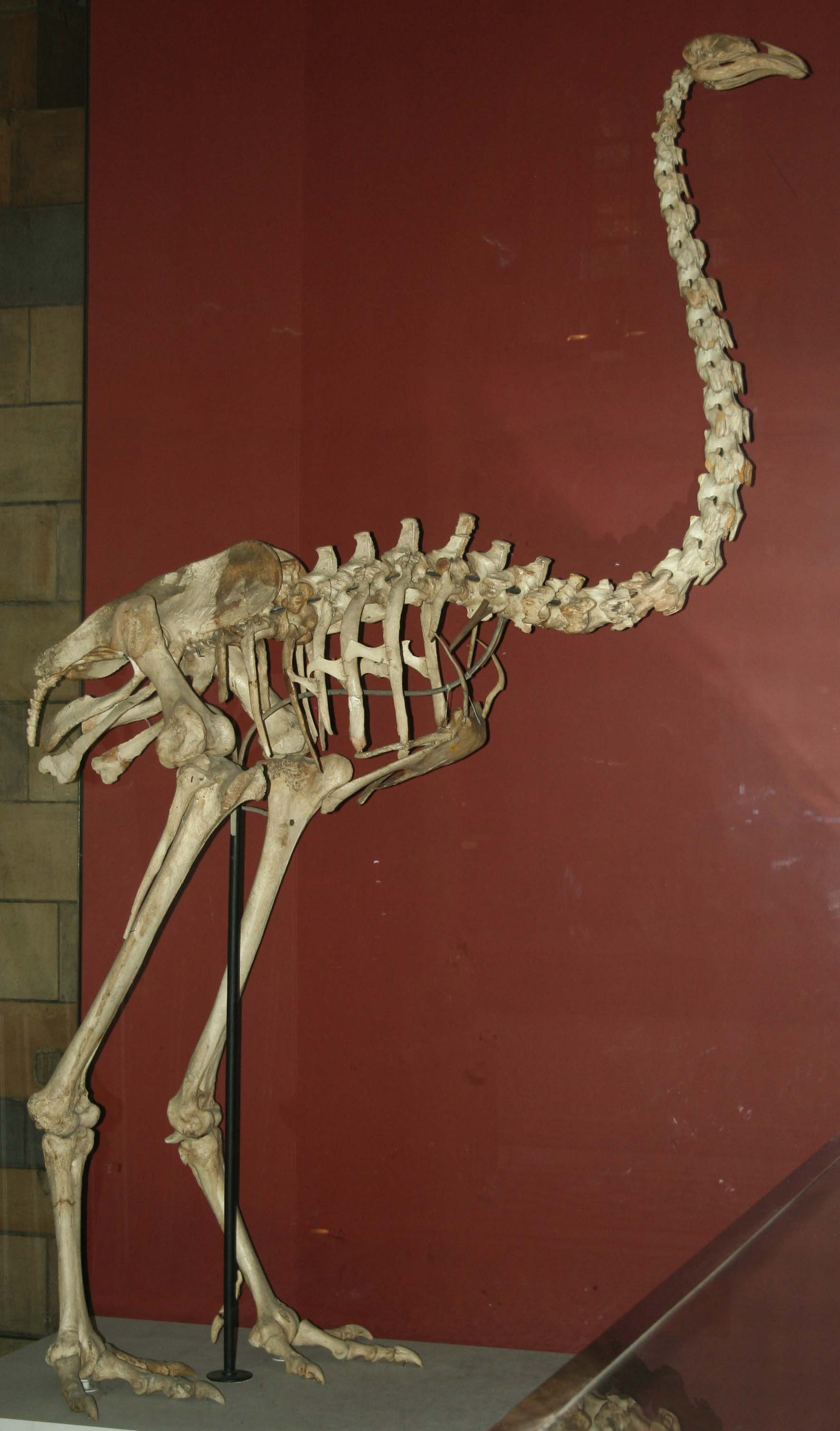
ロンドン自然史博物館に展示の骨格

## 生存説
マオリ族の老人の証言の中に「自分の祖父がモアを狩った」と言うものや絶滅したと推定された後もマオリ族によるジャイアントモアを狩っていたとする証言もあり、モリモア類らと共に住処を分散して少なくとも19世紀頃までは生存していたのではないかという説がある。
1993年にはホテル経営者のパディ・フリーニがホテルの客寄せを目的として、虚偽の可能性が高い写真を撮影し、それをきっかけに生存説が話題となった。しかし既に1800年代には、ニュージーランドの湖や海岸周辺で信憑性のある数件の目撃報告や足跡などの痕跡もあり、絶滅動物の中でも生存可能性が高い為、度々調査が行なわれ、1996年に行われたオーストラリアの研究者らによる学術調査によるとマオリ族すらも入植しなかったニュージーランドの南島の原生林には1990年代までは生息、または現在も生息しているという説もある。
前述の研究者であるリチャード・オーウェンもマオリ族からクック諸島に生存している可能性を聞いて生存について言及している。日本でも1970年に学術調査が行われ、モアの骨格から再現した鳴き声をスピーカーで森林に流し誘き出す作戦が行われたが失敗している。前例として一度は絶滅認定されたタカヘが再発見された事が生存説の根拠とされている。
またロック鳥のモデルという説もある。
ただし目撃情報に足跡や糞などの痕跡が複数存在したタカヘと違い、ジャイアントモアは南島の原生林に於いてもハイカーやモア発見ツアーと称した観光客グループやハンターが頻繁に足を踏み入れているにもかかわらず500年間発見されておらず、ペットや家畜として輸入されたエミューが捨てられたり逃走したものやキーウィの誤認ではないかとされている。